# كين ميتشيكي
كين ميتشيكي (باليابانية: 路木 健) (16 أكتوبر 1972 في ناغاساكي في اليابان – )؛ هو لاعب كرة قدم سابق كان يلعب كلاعب وسط.